# Hechtsbergite
La hechtsbergite è un minerale appartenente al gruppo dell'atelestite.

## Etimologia
Prende il nome dalla località in cui è stato scoperto, la cava di Hechtsberg, nei pressi della cittadina tedesca di Hausach.